# Pozoa volcanica
Pozoa volcanica är en flockblommig växtart som beskrevs av Mildred Esther Mathias och Lincoln Constance. Pozoa volcanica ingår i släktet Pozoa och familjen flockblommiga växter. Inga underarter finns listade i Catalogue of Life.